# منطقه حفاظت‌شده دز
منطقهٔ حفاظت‌شدهٔ دز یک منطقهٔ حفاظت‌شده با مساحت ۱۷۸۴۶ هکتار است که در استان خوزستان در ایران قرار دارد. این منطقهٔ حفاظت‌شده طبق مصوبهٔ شمارهٔ ۶۲۸ در تاریخ ۱۳۴۷/۹/۱۲ در فهرست مناطق تحت حفاظت سازمان محیط زیست ایران قرار گرفت.
این منطقه با طول حدود ۱۵۰ کیلومتر در امتداد رودخانه دز از شمال به سردار آباد دزفول و از جنوب به عنافچه در نزدیکی اهواز محدود می‌شود. مرز شرقی این منطقه حفاظت‌شده در شهرستان شوشتر و مرز غربی آن در شهرستان شوش قرار دارد.

## پاسگاه‌های محیط‌بانی
دو پاسگاه محیط‌بانی یکی در میانرود دزفول و دیگری در جاده شوشتر-هفت تپه (پل رانکین) قرار دارد. با توجه به گستردگی منطقه حفاظت‌شده دز، این منطقه مستقیماً زیر نظر اداره کل محیط زیست خوزستان اداره می‌شود.

## راه‌های دسترسی به منطقه
جاده اختصاصی کشت و صنعت کارون در شوشتر و از یک راه فرعی در ۲۰ کیلومتری شرق جاده ترانزیتی اهواز-شوش از جمله راه‌های دسترسی به منطقه هستند.

## پوشش گیاهی
درختان گز و پده به ترتیب اشکوب چهارم (فوقانی) و اشکوب سوم را بخود اختصاص می‌دهند. اشکوب دوم جنگل‌های منطقه حفاظت‌شده دز را درختچه‌های لگجی، سریم، جاز، تمشک، استبرق و کهورک به‌وجود آورده‌اند. اشکوب اول که در واقع زمین کف منطقه را می‌پوشاند از گیاهان خانواده‌های گرامینه و یونجه ودیگر گیاهان علفی و یکساله تشکیل شده است.

## گونه‌های جانوری
گوزن زرد ایرانی، خارپشت‌ها، خفاش‌ها، روباه، دراج، لیکو تالابی و انواع پرندگان مهاجر رودخانه دز، نهرها و زهاب‌هاب‌های اطراف از مهم‌ترین گونه‌های جانوری این منطقه حفاظت‌شده هستند.

## زمین‌شناسی
سازندهای زمین‌شناسی که در اطراف منطقه دارای رخنمون می‌باشد عبارت است از آغاجاری، بخش لهبری و کنگلومرای بختیاری.
رسوبات آبرفتی و خاکهای منطقه بیشتر شامل خاکهای قهوه ای، آبرفتی با بافت ریز، آبرفتی با بافت درشت و خاکهای شور قلیایی می‌باشد.

## آثار تاریخی
این منطقه از لحاظ قرارگیری در میان آثار ثبت جهانی خوزستان قرار موقعیت ممتازی دارد. چغازنبیل یکی از میراث جهانی یونسکو در میانه این منطقه حفاظت‌شده قرار دارد. میراث جهانی شوش در مرز غربی و ۱۳ میراث جهانی شوشتر از جمله پل بند لشکر، مجموعه آبشارها و آسیاب‌های آبی شوشتر، بند قیصر و … در نزدیکی مرز شرقی این منطقه قرار دارند.
در مرز شمالی آثار تاریخی شهر دزفول و در مرز جنوبی آثار تاریخی شهر اهواز قرار دارند.